# Gloanna grisescens
Gloanna grisescens är en fjärilsart som beskrevs av Barnes och Arthur Ward Lindsey 1921. Gloanna grisescens ingår i släktet Gloanna och familjen nattflyn. Inga underarter finns listade i Catalogue of Life.